# Montură azimutală

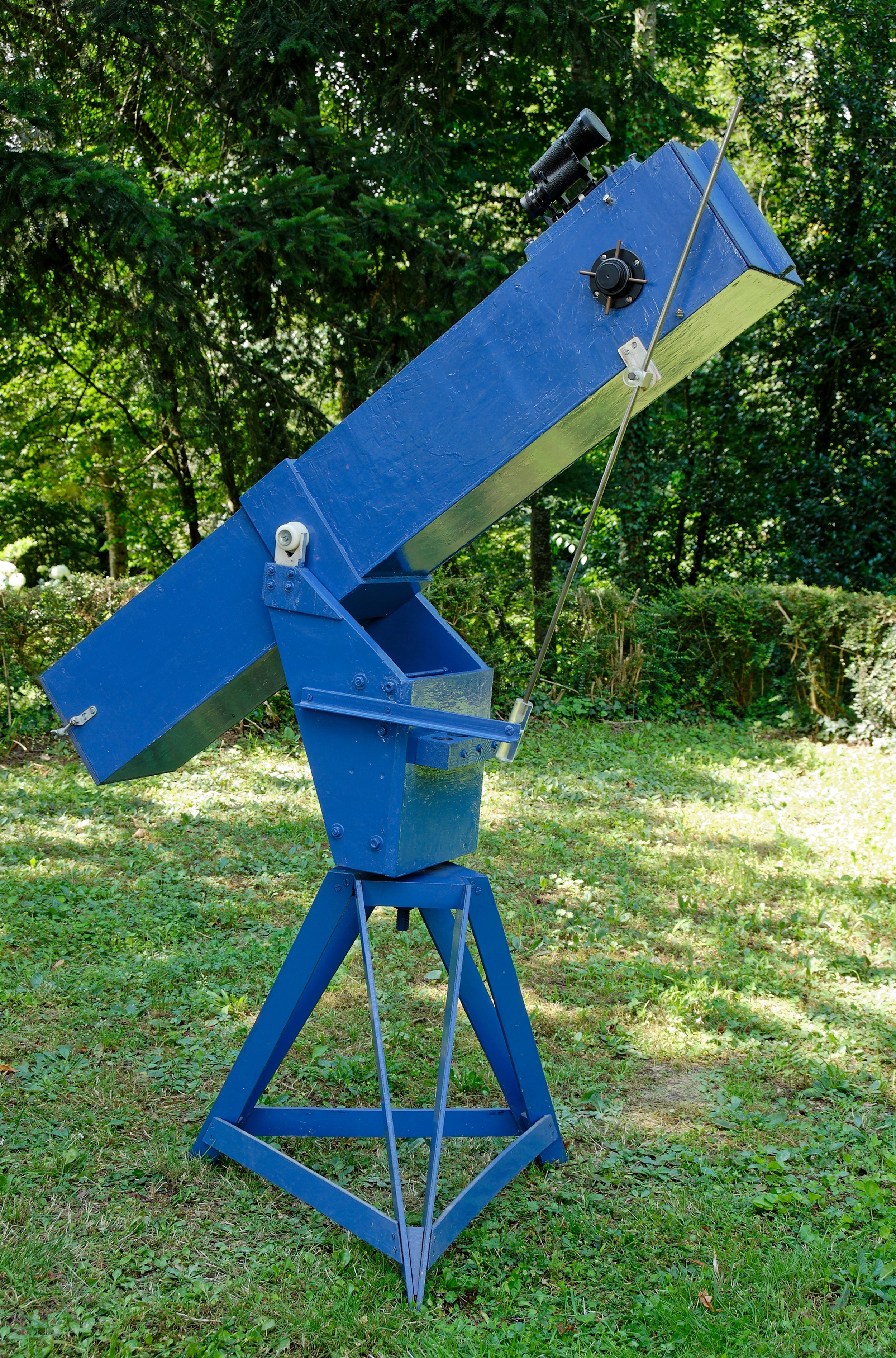
Telescop de 180mm realizat după planurile lui Jean Texereau, pe montură azimutală André Couder

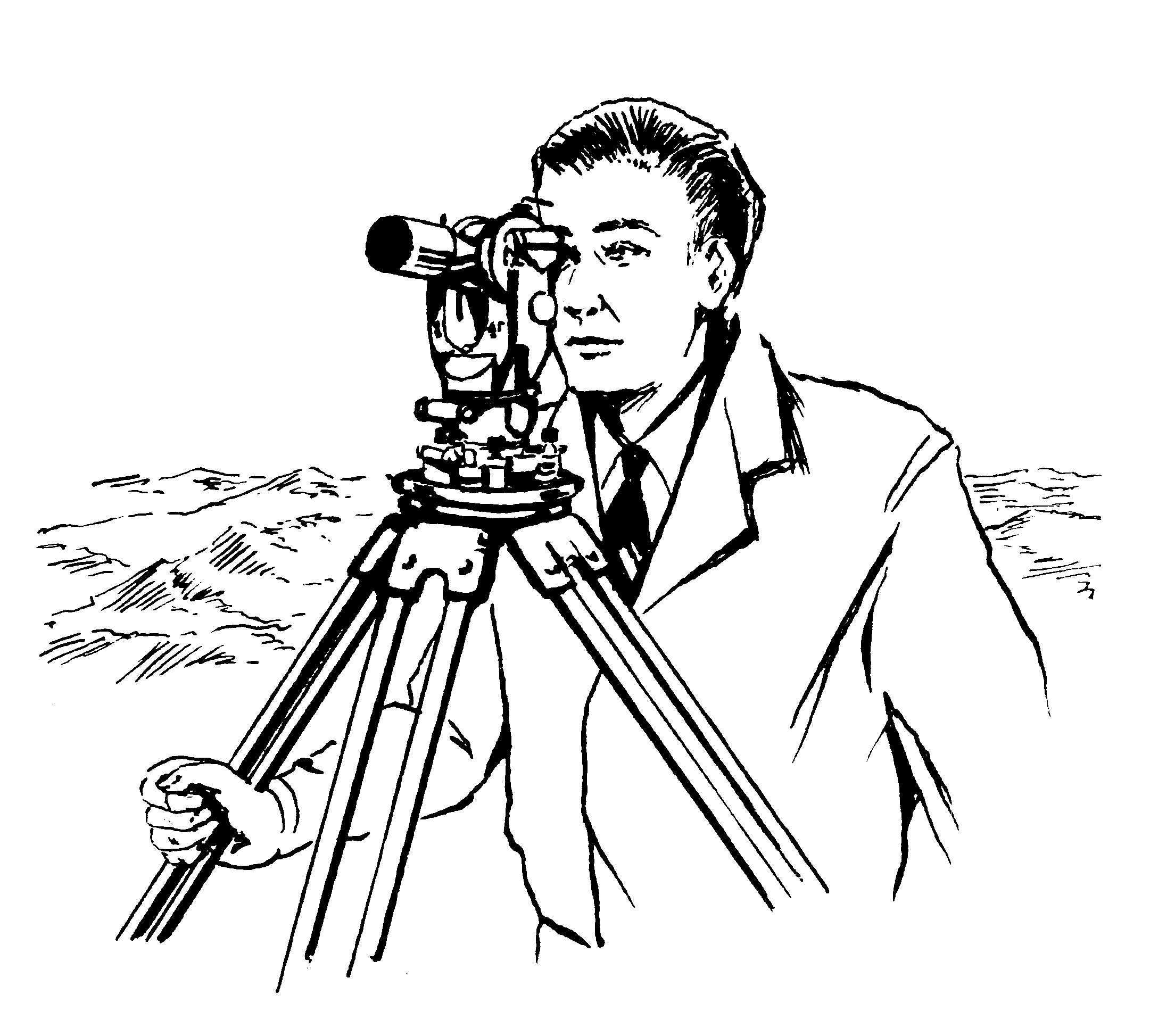

Montura azimutală este cea mai simplă formă de fixare a unui telescop, prin care acesta poate fi rotit în toate direcțiile. Opusul monturii azimutale este montura ecuatorială, la care axa primară nu este verticală, ci paralelă cu axa Pământului.
Cele mai mici lunete și telescoape pentru amatori sunt echipate în mod implicit cu monturi azimutale, văzută fiind simplitatea  punerii lor în serviciu, verticala nefiind decât aproximativă. Realizarea lor mecanică este mult mai simplă decât a majorității monturilor ecuatoriale.
Din contra, montura ecuatorială permite urmărirea cu ușurință a astrului vizat și observat, o singură din mișcări trebuind să fie urmărită, pentru compensarea rotației Pământului în raport cu cerul nocturn. Principala dificultate fiind exigența alinierii sale perfecte după Steaua Polară, printr-o punere la punct mai plictisitoare, pentru instalațiile mobile sau provizorii, iar echilibrul tubului fiind și el mai problematic, operațiile de răsturnare devin uneori „folclorice”.
Monturile azimutale pot fi motorizate pentru a compensa rotația bolții cerești. Compensarea este realizată prin motoare și un servomecanism computerizat (defectele cele două rotații în raport cu obiectele cerești), permițând astfel să se evite (ca și la montura ecuatorială) rotația imaginii optice în câmpul observat. Aceste defecte compensate permit să se facă expuneri fotografice astronomice mai lungi pentru a se acumula mai multă lumină din sursele slabe observate (nebuloase, constelații).
Această urmărire pe două axe nu face totuși montura direct aptă pentru fotografierea cerului înstelat. Într-adevăr, când mișcările sunt compensate în înălțime și azimut, câmpul observat se rotește lent și realizează o rotație completă într-o zi siderală. Pentru a înțelege acest fenomen, este suficient să ne imaginăm că instrumentul este ațintit spre polul ceresc: nicio mișcare nu este atunci necesară, nici în înălțime nici în azimut. În revanșă (este clar), câmpul vizat se rotește aparent în jurul polului ceresc. Suportul instrumentului poate fi pus în rotație pentru a compensa acest efect. Acest accesoriu poartă uneori denumirea de „derotator de câmp”.
În versiunea sa nemotorizată, acest tip de montură echipează lunete și telescoape folosite de amatori îndeosebi pentru observarea vizuală. Montura telescoapelor Dobson este un bun exemplu de realizare mecanică simplificată în acest domeniu.
Marile telescoape științifice construite începând cu sfârșitul secolului al XX-lea utilizează și ele o montură de acest tip, în locul vechii monturi ecuatoriale, mai grea, mai costisitoare mecanic și necesitând un adăpost de mai mari dimensiuni.

## Galerie de imagini

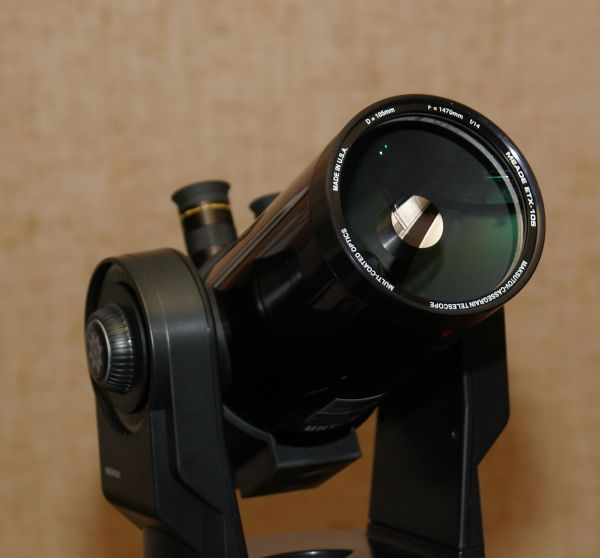
Un telescop Maksutov pentru amatori cu montură azimutală electronică
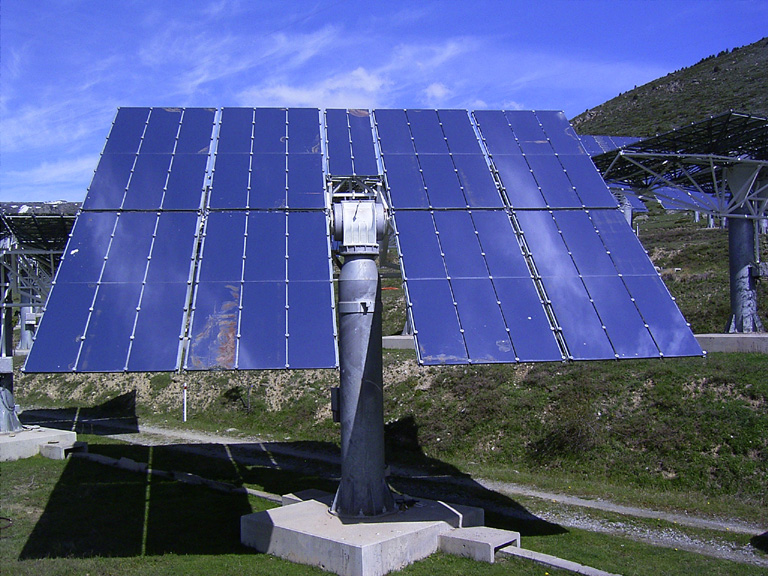
Heliostat la staţia experimentală THÉMIS, în Franţa. Oglinda se roteşte pe o montură azimutală. Direcția de ţintire (spre Soare) a oglinzii este perpendiculară pe suprafața sa.
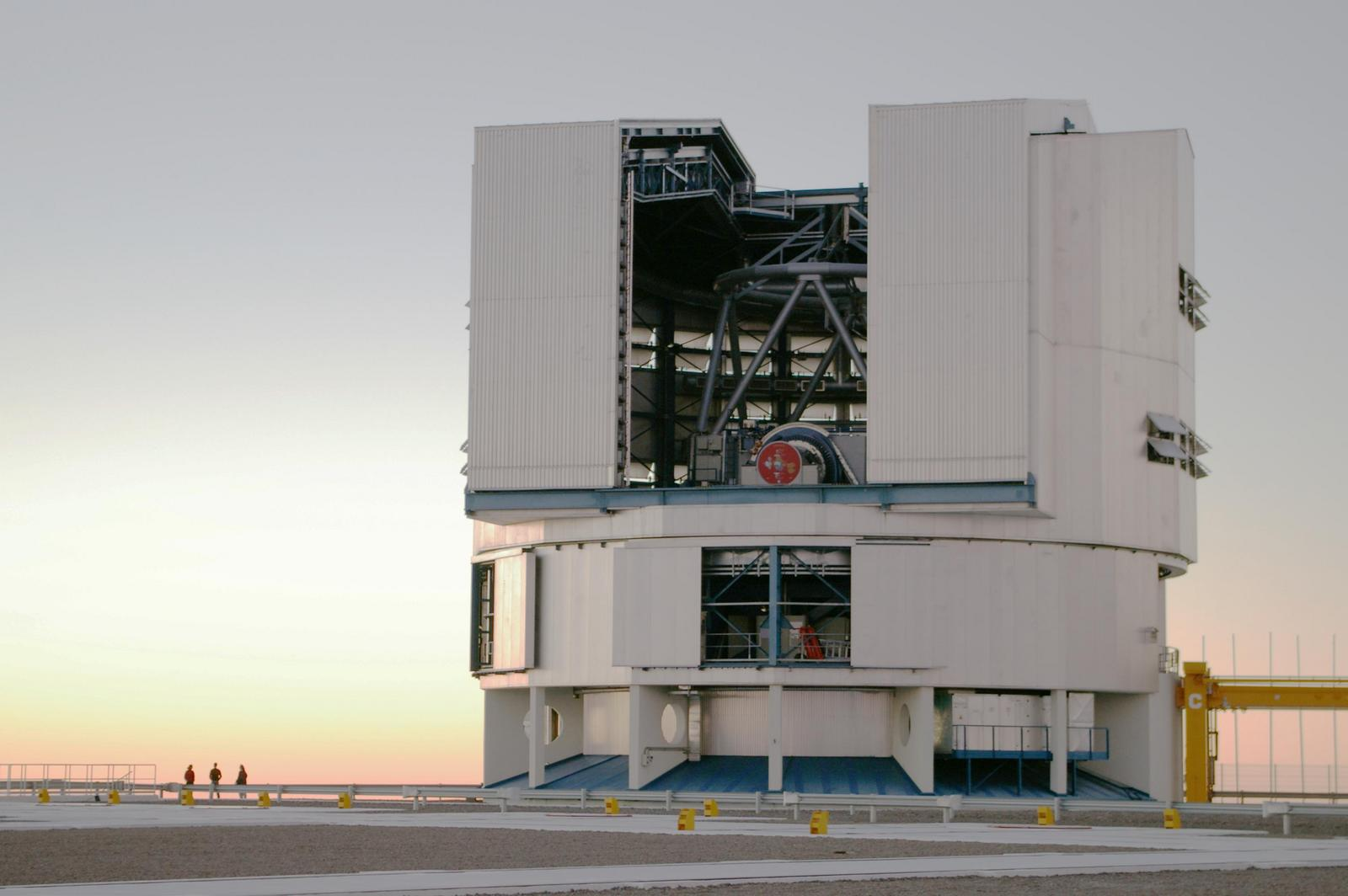
Unul dintre telescoapele de 8,2 metri de la Observatorul Cerro Paranal. Întreaga clădire constituie montura azimutală, micşorând astfel masa şi costurile.
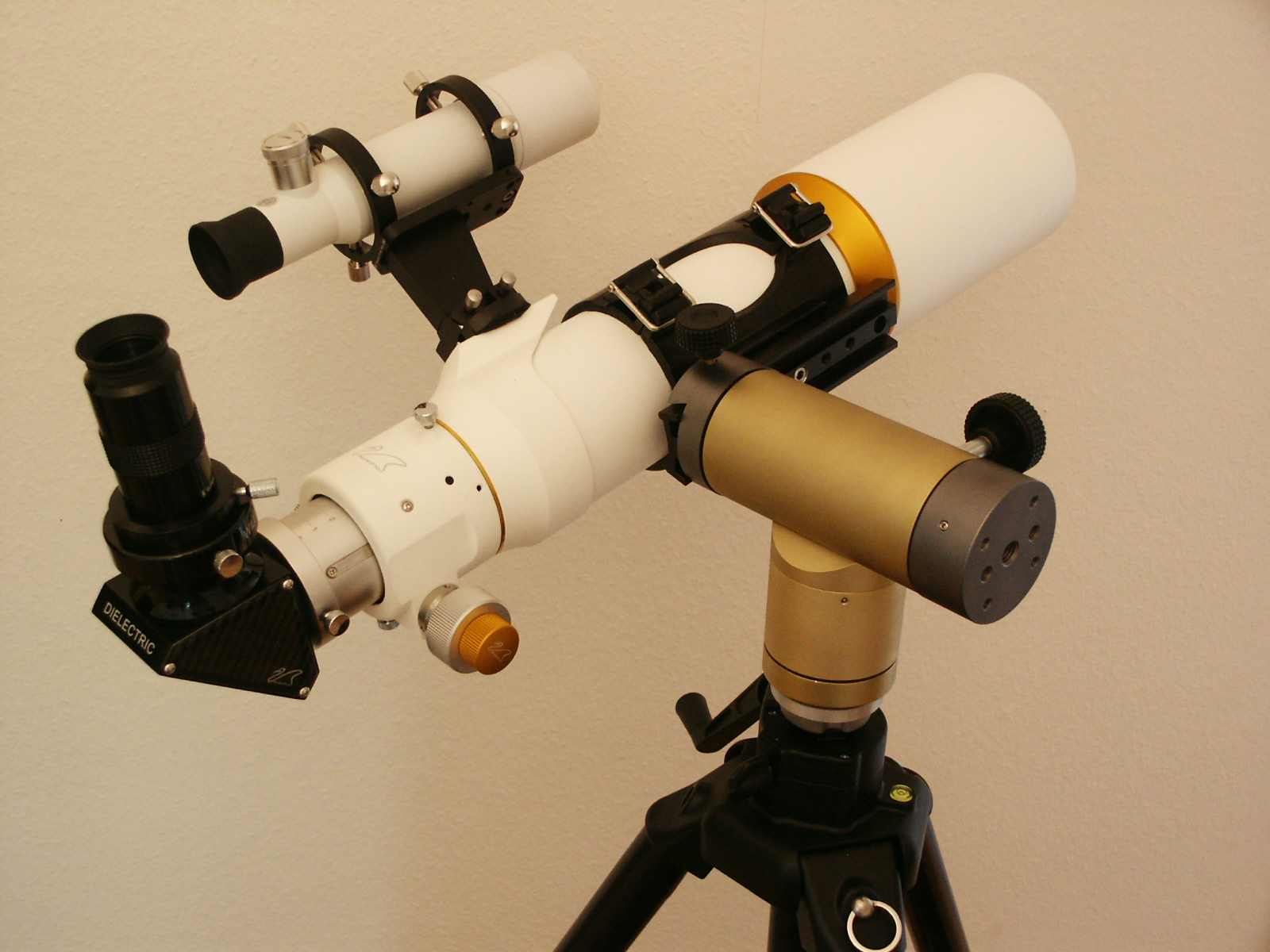
O lunetă astronomică (cu căutător şi accesorii) pe o mică montură azimutală.